# 武田静加
武田 静加（たけだ しずか、1988年5月17日 - ）は、日本のファッションモデル。ギャル系ファッション雑誌『Happie nuts〔ハピーナッツ〕』への登場から著名。159cm・75-54-79・39kg。“しぃちゃん”の愛称があり、インスタグラムでは天使と言われている。。

## 来歴
神奈川県の相模原市に出生。2008年3月より『ハピーナッツ誌』の専属モデルとして活動。2012年には大韓民国のランウェイイベント『ソウルガールズコレクション』に日本人初の出場を果たすなどしている。stylebookもだしている。

## 出演
2008年3月～「Happie nuts」専属
2014年6月 スタイルブック「Beautiful mind ～すのままに～」
「egg」 / 「Ranzuki」 / 「Popteen」 / 「JELLY」 / 「Scawaii!」 / 「BLENDA」 / 中国版「ViVi」
「ネイルUP!」 / 「SNOW GIRL」 / 「PEN」

### ランウェイ
- 渋谷ガールズコレクション 2009年春夏[8]
- ソウルガールズコレクション 2012年秋冬 ― アパレルブランド『BMG（ベストマートガールズ）』のミューズとして。[9]

フジテレビ 「ラブログ」
栃木テレビ 「イレブン6」
テレビ東京 「TOKYO BRANDNEW GIRLS」
ORICON.TV 「Pocky Chocot Link」 レギュラー

SHIBUYA GIRLS COLLECTION
KANSAI COLLECTION
TOCHIGI COLLECTION
SENDAI COLLECTION
Venus summer fes
日本カワイイ博in新潟
渋谷女祭り
NAMIMONOGATARI
a-nation musicweek
Seoul Girls Collection
Girls Blogger Style
HEP sound station
SGC Super Live
RYUKYU ASIA COLLECTION
TOKYO IRIE CONNECTION
Like it!! PLUS
ファッションリーダーズ
Tokyo Street Collection
MUSIC FES WITH RACo 2017
TonyaEXPO ～gifu&take～ 世界の陣
ヒルトン東京ベイ ブライダルフェア
来店イベント、パーティーイベント、トークショー他
mc2 feat.JAY’ED,CO-kEY & HEARTBEAT 「サヨナラアリガトウ」
Love 「ただ一つの願いさえ」
ステファニー 「言葉なんかいらないほどに」
MCU 「ギミギミ・ナイトフィーバー」
SAY 「セイイッパイノラブ」
ROYALcomfort 「for you」
WONWOO 「SKY」
KOHH 「一人」

アパレル
JEWELS PROM / GHOST OF HARLEM / DILGA / Avail / RyuRyu / IRIE
fashion walker / BMG / GAL STAR / ラズレナ / 夢展望 / 神戸レタス / 4every
shopNIKONIKO / CLUB / CREAM / SILKY
Ryuyu / SOBRE / Tearly / PENTROPE / michell Macaron
水着・下着
PEAK&PINE / Miranda / aimerfeel / 三恵 / DAZZY
振袖・浴衣
さがの館 / TAKAZEN
カラコン
DazzyStore / Pearl Flan（プロデュース） / EYE LUMINA
プリクラ機
KIREI NAVI2 / CALL ME QUEEN / Floral lip / ICON3 / FOR YOU
コスメ・美容
Girls Makerシリーズ / SecretVenus / ピエルナデコールジェル / VenusBody
その他
ヴィーナスアカデミー / SALSA / CARRY / スパラクーアT&B / ESTIVO×トマムリゾート